# Медарі (Вісконсин)
Медарі (англ. Medary) — місто (англ. town) в США, в окрузі Ла-Кросс штату Вісконсин. Населення — 1604 особи (2020).

## Демографія
Згідно з переписом 2010 року, у місті мешкала 1461 особа в 557 домогосподарствах у складі 435 родин. Було 588 помешкань
Расовий склад населення:
| - 97,7 % — білих - 1,2 % — азіатів - 0,3 % — чорних або афроамериканців - 0,1 % — вихідців з тихоокеанських островів - 0,1 % — корінних американців |

До двох чи більше рас належало 0,5 %. Частка іспаномовних становила 1,6 % від усіх жителів.
За віковим діапазоном населення розподілялося таким чином: 23,8 % — особи молодші 18 років, 63,3 % — особи у віці 18—64 років, 12,9 % — особи у віці 65 років та старші. Медіана віку мешканця становила 44,6 року. На 100 осіб жіночої статі у місті припадало 108,1 чоловіків;  на 100 жінок у віці від 18 років та старших — 110,8 чоловіків також старших 18 років.
Середній дохід на одне домашнє господарство  становив 91 376 доларів США (медіана — 73 804), а середній дохід на одну сім'ю — 100 704 долари (медіана — 83 289). Медіана доходів становила 57 308 доларів для чоловіків та 41 818 доларів для жінок. За межею бідності перебувало 9,7 % осіб, у тому числі 18,2 % дітей у віці до 18 років та 5,5 % осіб у віці 65 років та старших.
Цивільне працевлаштоване населення становило 834 особи. Основні галузі зайнятості: освіта, охорона здоров'я та соціальна допомога — 29,9 %, виробництво — 11,3 %, будівництво — 10,4 %, роздрібна торгівля — 9,8 %.